# Пері-Ла-Ет
Пері-Ла-Ет (фр. Péry-La Heutte) — громада  в Швейцарії в кантоні Берн, адміністративний округ Бернська Юра.

## Географія
Громада розташована на відстані близько 32 км на північний захід від Берна.
Пері-Ла-Ет має площу 23,8 км², з яких на 9,2% дозволяється будівництво (житлове та будівництво доріг), 23,5% використовуються в сільськогосподарських цілях, 66,3% зайнято лісами, 1,1% не є продуктивними (річки, льодовики або гори).

## Демографія
2019 року в громаді мешкало 1890 осіб (+2,7% порівняно з 2010 роком), іноземців було 16,3%. Густота населення становила 79 осіб/км².
За віковим діапазоном населення розподілялося таким чином: 21,1% — особи молодші 20 років, 57,9% — особи у віці 20—64 років, 21% — особи у віці 65 років та старші. Було 843 помешкань (у середньому 2,2 особи в помешканні).
Із загальної кількості 472 працюючих 26 було зайнятих в первинному секторі, 206 — в обробній промисловості, 240 — в галузі послуг.